# Дзиґа (об'єднання)
«Дзиґа» — мистецьке об'єднання, яке реалізовує різноманітні ідеї, проєкти та мистецькі акції. Розгортає діяльність в межах Львова. Сфера діяльності: концерти, виставки, покази кіно, фото, дизайн, тексти, промо, авангардні революції

## Діяльність
«Дзиґа» підтримує, продюсує та сприяє розвитку різножанрового сучасного мистецтва: художнього (живопис, графіка, скульптура, інсталяції, перформанси, геппенінги, іконопис, лендарт, бодіарт, фото), музики (рок, електронна музика, джаз, блюз, фольк, класична музика), літератури, театру, кіно, мультимедії тощо.

## Історія
Мистецьке Об'єднання «Дзиґа» було засновано в червні 1993 року членами студентського братства м. Львова (Маркіян Іващишин, Андрій Рожнятовський, Ярослав Рущишин, Андріан Кліщ) та відомими львівськими митцями (Сергій Проскурня, Влодко Кауфман). У березні 1997 року в колишньому монастирі Домініканів відкрилась галерея сучасного мистецтва «Дзиґа», яка стала фізичним центром «дзиґівських» ініціатив.

## Партнери
Галерея «Дзиґа», літературна кав'ярня «Кабінет», журнал «Четвер», галицька кав'ярня «Під синьою фляшкою», арткафе «Під клепсидрою», «ДжазКлуб. Львів».

## Основні проєкти

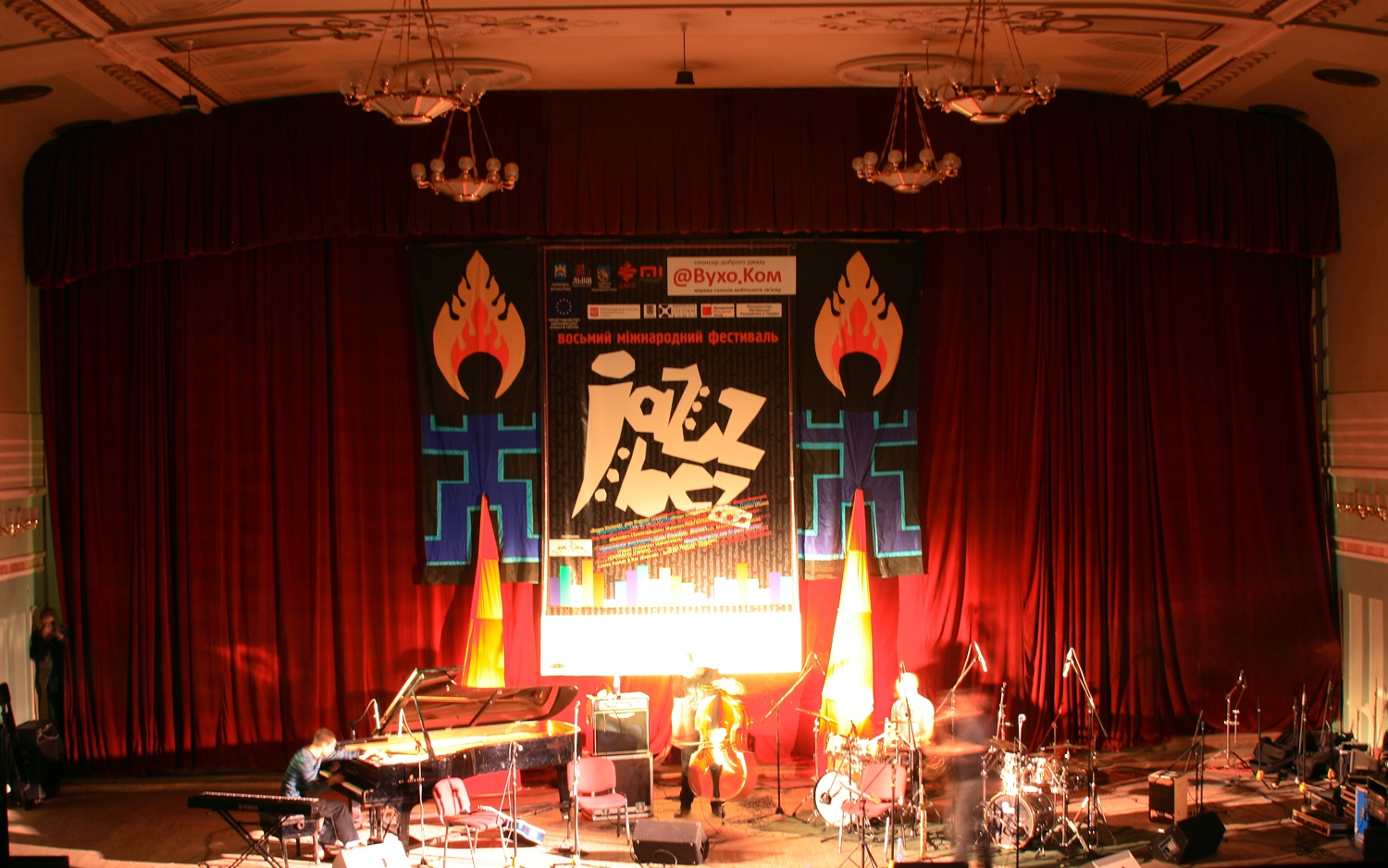
Концертний виступ під час фестивалю «Jazz Bez»

- Джаз-фольковий фестиваль «Флюгери Львова»,
- Джазовий фестиваль «Jazz Bez»,
- Етнофестиваль «Підкамінь» 2007-2008 рр,
- «Тиждень актуального мистецтва»,
- Українсько-польський культурний обмін «L2»
- Міжнародний фестиваль мистецтв «Fort.Missia»[1]
- Літературний інтернет-музей «Живі голоси».

Крім того, «Дзиґа» є співорганізатором міжнародного Форуму видавців, який перетворив Львів на книжкову столицю України [джерело?].
- За час діяльності об'єднання організувало та провело велику кількість творчих акцій, часто залучаючи до їхнього втілення провідних митців не тільки України, але й Польщі, Австрії, Словаччини, Чехії, США, Росії, Японії.
- У медійному просторі «Дзиґа» заснувала перше в Україні неформальне радіо «Радіо Ініціатива», звідки вийшли такі відомі постаті української журналістики та публічного життя як: Роман Чайка, Михайло Барбара, Марта Більська, Кость Бондаренко, Тарас Батенко, Юрій Шаріфов та ін. Також «Дзиґа» виступила засновником тоді опозиційної «Львівської Газети».

### Окремі проєкти
«Дзиґа» у своїх проєктах, зокрема в проєкті «Є» (1995), співпрацювала з багатьма майбутніми «зірками» і відомими музичними гуртами, такими як «Пікардійська терція», «Океан Ельзи», «Плач Єремії», «Мертвий Півень», «Вогні Великого Міста», «Dzyga Jazz Quintet», ShockolaD, Руслана та інші.
Найпопулярнішим літературним проєктом «Дзиґи» став журнал «Четвер», редактором якого є авангардний український письменник Юрій Іздрик.
Окремим проєктом став клуб «Лялька», який є одним з культових місць у мистецьких колах не лише Львова, а й всієї України. Клуб проіснував з 1998 до 2008 рр. «Дзиґа» вирішила, що краще залишити міф «Ляльки», аніж перетворити її на нудний конформістський клуб чи атракцію для туристів.
Галерея «Дзиґа»: ART-terra сучасного мистецтва для художників, які своїми творіннями долають простір, обмежений чотирма стінами [джерело?], наповнюючи його живописом, графікою, скульптурою, інсталяціями, перформенсами, геппенінгами, іконописом, словом, своєю душею [джерело?], енергетикою та харизмою.
На основі мистецького об’єднання виокремились проєкти-тусівки:
- кіноклуб, створений для розвитку кінематографічної та мистецької культури львів'ян та гостей міста. https://web.archive.org/web/20120514012033/http://dzyga.com/kc/
- фотоклуб «Ч/Б.5х5» — Наша  мета – пролити світло на світ!

Тобто: просування сучасної європейської фотографії у свідомості людей, життя яких так чи інакше пов'язане з мистецтвом світлопису.
Хто з нами: членом фотоклубу можуть бути як окремі фотографи, незалежно від рівня майстерності та вартості фотоапарата, так і фотоугрупування.
Наше завдання: просвітити всіх, хто здатен побачити, плекати смак, матеріалізувати красу у світлинах, обмінюватись правдивими знаннями, самовдосконалюватись та вдосконалювати світ.
https://web.archive.org/web/20120514020330/http://dzyga.com/fotoclub/
- Етноклуб Набутків — це ідейний осередок, духовна толока і мистецька школа. Це творчий цех, що гуртує  музик, дослідників та шанувальників етнічної культури. Для тих, кого цікавить таємниця давньої музики — це мандрівка в пошуках власного звучання. Для тих, кому чіпає серце автентичне виконання народної музики — можливість набутися в рідному колі. Джерелом чи осердям  наших спільних пошуків є традиційна музика.  І, керуючись одкровеннями давніх музик, ми стаємо на шлях вдосконалення та одвічної гармонії: запускаємо добрі вібрації і слухаємо резонанс світу.

http://dzyga.com/ethnoclub/ [Архівовано 19 лютого 2014 у Wayback Machine.]
- «Джаз-клуб. Львів» Львів підтверджує звання джазового міста. Музичне середовище міста нарешті організувалось у «Джаз-клуб. Львів» задля розвитку та популяризації якісного джазу, виховування та просування молодих виконавців, налагодження механізмів організації джазових концертів і фестивалів, обміну інформацією, спілкування із середовищами інших міст та виходу львівського джазу на провідні європейські сцени. Одним із найважливіших напрямків клубу стануть едукативні програми.

http://dzyga.com/jcl/ [Архівовано 21 червня 2014 у Wayback Machine.]

## Статистика
За своє існування мистецьке об'єднання випродукувало більше тисячі акцій, частина з яких вже стали легендами: нетрадиційні фестивалі «Вивих», фестивалі «Українська Молодь Христові», «Новий Ноїв Ковчег», «Слухай Українське!», Музично-літературний проєкт «Є».
Підбивши кількісні підсумки на своє 15-річчя 2008 року, «Дзиґа» отримала такі статистичні цифри: 394 виставки, 1223 клубні концерти, 119 ексклюзивних концертних проєктів, 26 фестивалів, 117 перформенсів, 360 літературних презентацій та безліч інших неординарних атракцій, які зібрали більше 1,5 мільйона учасників, відвідувачів та глядачів.

## Дирекція
- директор МО «Дзиґа» та "керівник процесу " Маркіян Іващишин (помер 2020), артдиректор — Володимир Кауфман.